# فابيو سيلفا (لاعب كرة قدم)
فابيو سيلفا (بالبرتغالية: Fábio Carleandro da Silva‏) هو لاعب كرة قدم برازيلي، ولد في 28 فبراير 1980 في Capela, Sergipe ‏ في البرازيل. لعب مع النجم الأحمر بلغراد وراد بيوغراد وسان خوسيه إيرثكويكس ونابريداك كروشيفاتس ونادي سبورت ريسيفه وهايدوك كولا.

## وصلات خارجية
- فابيو سيلفا على موقع قاعدة بيانات كرة القدم.إي يو (الإنجليزية)
- فابيو سيلفا على موقع Soccerway.com (الإنجليزية)